# Дубовиці (Старорусський район)
Дубовиці (рос. Дубовицы) — присілок в Старорусському районі Новгородської області Російської Федерації.
Населення становить 1107 осіб. Входить до складу муніципального утворення місто Стара Русса.

## Історія
Від 2004 року входить до складу муніципального утворення місто Стара Русса.

## Населення
| 2010 |
| ---- |
| 1107 |